# Eugenia muscicola
Eugenia muscicola är en myrtenväxtart som beskrevs av Joseph Marie Henry Alfred Perrier de la Bâthie. Eugenia muscicola ingår i släktet Eugenia och familjen myrtenväxter. Inga underarter finns listade i Catalogue of Life.